# Burscough
Burscough – wieś w Anglii, w hrabstwie Lancashire, w dystrykcie West Lancashire. Leży 44 km na zachód od miasta Manchester i 297 km na północny zachód od Londynu. W 2001 miejscowość liczyła 8968 mieszkańców.